# Uffelse Beek
De Uffelse (Uffelsche) Beek is afkomstig van het Kempens Plateau in België, waar ze onder de naam Abeek, Lossing of Emissaire bekend is.
Ze stroomt bij grenspaal 144 Nederlands-Limburg binnen. Dit dorpje heet Haler, vroeger zei men vaak ook Haler-Uffelse.
Deze beek stroomt door landbouwgebied, kleine bospercelen en door de bebouwde kom van Hunsel en Grathem. De Uffelse Beek is in de jaren 60 van de 20e eeuw voor een aanzienlijk deel gekanaliseerd. In het begin van de 21e eeuw heeft men de beek weer (grotendeels) in oude glorie hersteld, waardoor vele soorten flora en fauna langzamerhand weer verschijnen. Bij Hunsel mondt de Hunselse Langven/Kleine Renne uit in de beek.
In Grathem ligt de Grathemermolen op deze beek, deze nog werkende watermolen is gebouwd in 1874. En in Haler ligt de Uffelse Molen, ook een nog werkende watermolen.
Na Grathem splitst de beek zich in de Haelense Beek en de Panheelderbeek.

## Natuurgebied
De Vereniging Natuurmonumenten bezit een terrein van 4 ha in het dal van de Uffelse Beek nabij Hunsel. Hier vindt men de bosbies. De steenuil broedt hier en er komen vlinders voor als oranjetipje en eikenpage.